# مباراة الموت (ألعاب الفيديو)

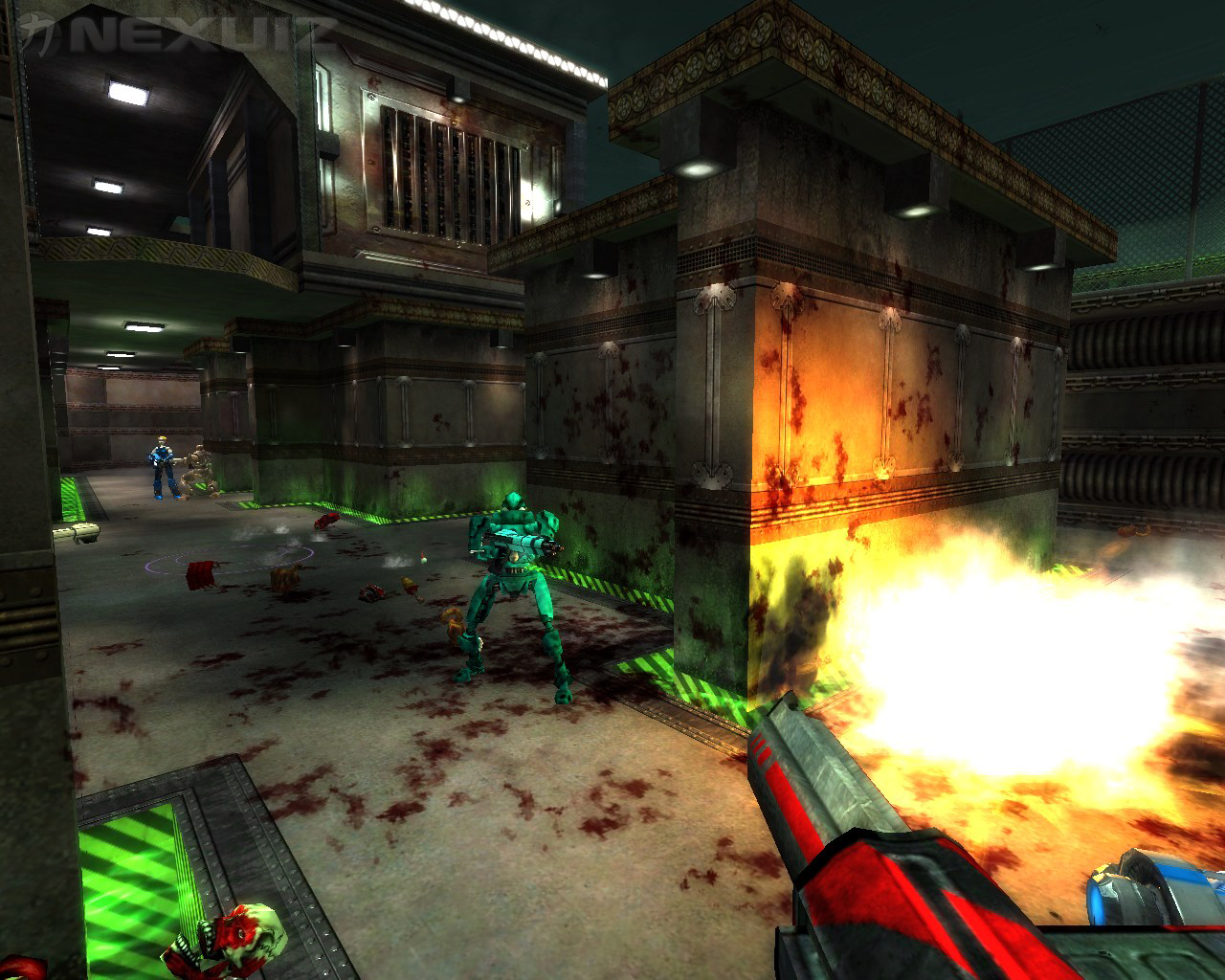
جانب من العاب الموت

مباراة الموت (بالإنجليزية: Deathmatch)‏ هو وضع لعب مدمج في العديد من ألعاب إطلاق النار، بما في ذلك ألعاب الفيديو تصويب منظور الشخص الأول وألعاب الفيديو استراتيجية الوقت الحقيقي، حيث يكون الهدف هو قتل شخصيات اللاعبين الآخرين عدة مرات قدر الإمكان.

## التاريخ
إن أصل مصطلح مباراة الموت في سياق ألعاب الفيديو محل خلاف، بالنسبة للمؤشرات، تمت صياغة المصطلح من قبل مصمم الألعاب جون روميرو بينما كان هو والمبرمج الرئيسي جون كارماك يطوران وضع الشبكة المحلية متعدد اللاعبين للعبة الفيديو دوم. تعد ورلد هيروز 2، التي تم تطويرها وإصدارها أيضًا في أوائل التسعينيات، استخدامًا مبكرًا آخر للمصطلح. ومع ذلك، كان استخدام الأخير مختلفًا لأنه يشير إلى بيئة اللاعبين (الساحات التي تضم مخاطر) بدلاً من اللعبة نفسها. كلا الادعاءين مثيران للجدل لأن التعريف الشائع للمصطلح كما يستخدمه اللاعبون (لوصف مباراة لعبة فيديو يقتل فيها اللاعبون بعضهم البعض مرارًا وتكرارًا، ويعيدون الظهور بعد كل مرة يموتون فيها) يسبق كلا اللعبتين بأكثر من عقد. علق روميرو على ولادة مصطلح مباراة الموت قائلاً:
| مباراة الموت (ألعاب الفيديو) | "بالتأكيد، كان إطلاق النار على الوحوش أمرًا ممتعًا، ولكن في النهاية كانت هذه مخلوقات بلا روح يتحكم فيها الكمبيوتر. الآن يمكن للاعبين اللعب ضد بشر عفويين - خصوم يمكنهم التفكير ووضع الاستراتيجيات والصراخ. يمكننا قتل بعضنا البعض! إذا تمكنا من القيام بذلك، فستكون هذه أروع لعبة يشهدها كوكب الأرض على الإطلاق في تاريخه بأكمله! " | مباراة الموت (ألعاب الفيديو) |

وفقًا لروميرو، فإن مفهوم مباراة الموت مستوحى من ألعاب القتال في إد سوفتوير، لعب الفريق بشكل متكرر ستريت فايتر 2 و فاتال فيوري وأرت أوف فايتنج أثناء فترات الراحة، مع تطوير قواعد تفصيلية تتضمن الكلام البذيء وتحطيم الأثاث أو التكنولوجيا. صرح روميرو:
| مباراة الموت (ألعاب الفيديو) | ما كنا نفعله كان اختراع مباراة الموت، ألعاب القتال اليابانية غذت الدافع الإبداعي لخلق مباراة الموت. | مباراة الموت (ألعاب الفيديو) |

## الخلفية
تم اقتراح أنه في عام 1983، ربما لعب درو ميجور وكايل باول أول مباراة موت في العالم في لعبة سنايبز[بحاجة لمصدر]، وهي لعبة ذات وضع نص يُنسب إليها لاحقًا كونها مصدر إلهام لـ نوفيل نت وار، على الرغم من انتشار الألعاب متعددة اللاعبين عبر شاشات متعددة قبل هذه اللعبة بما لا يقل عن 9 سنوات.
يوجد دليل مبكر على تطبيق المصطلح على ألعاب الفيديو الرسومية. في 6 أغسطس 1982، تحدى مطورو ألعاب إنتيليفيجن روس هفت وستيف مونتيرو بعضهما البعض في لعبة بي-بلانز، وهي إصدار لعام 1981 حيث يتحكم العديد من اللاعبين في الطائرات المقاتلة بهدف أساسي يتمثل في قتل بعضهم البعض بشكل متكرر حتى الوصول إلى الحد الأقصى. بمجرد القتل، يتم إعادة نشر اللاعب في مكان ثابت، ويتمتع بفترة قصيرة من الحماية من الهجمات. تمت الإشارة إلى اللعبة على أنها مباراة الموت.